# 宮古島市立平良第一小学校
宮古島市立平良第一小学校（みやこじましりつ ひららだいいちしょうがっこう）は、沖縄県宮古島市（宮古島）にある市立小学校である。

## 沿革
- 1882年（明治15年）10月30日 - 南校と北校を合併して平良小学校創立。
- 1888年（明治21年）3月31日 - 県令第4号をもって平良小学校を廃し、平良高等学校及び平良尋常小学校を併設。
- 1889年（明治22年）8月22日 - 平良高等小学校を宮古島高等小学校と改称。
- 1906年（明治39年）4月1日 - 宮古島高等小学校を平良高等小学校と改称。
- 1908年（明治41年）4月1日 - 小学校令施行により、平良高等小学校を合併して平良尋常高等小学校と改称高等科（2カ年）を置く。
- 1913年（大正2年）4月1日 - 男女両校に分離、男子は平良尋常高等小学校と称し、女子部は平良女子尋常小学校と称す。
- 1917年（大正6年）4月1日 - 本校に高等科を併設して平良女子尋常高等小学校と改称、
- 1929年（昭和4年）4月1日 - 学区域を変更し、平良女子尋常高等小学校は平良第一尋常高等小学校と改称し、現校地に校舎新築。
- 1941年（昭和16年）4月1日 - 国民学校令により平良第一国民学校と改称。
- 1942年（昭和17年）10月1日 - 創立60周年記念式典挙行し、記念運動会開催。
- 1945年（昭和20年）7月 - 沖縄戦で、19教室378坪、便所3カ所40坪が破壊され、本館170坪と小教室だけ残った。
- 1947年（昭和22年）9月5日 - 10教室を民政移管したため、二部授業を実施。
- 1948年（昭和23年）4月1日 - 学制改革により、平良第一小学校と改称。
- 1952年（昭和27年）10月30日 - 創立70周年記念式典挙行。記念事業として運動場新設、視聴覚教具整備。
- 1962年（昭和37年）10月30日 - 創立80周年記念式挙行し、記念図書館を建設。
- 1963年（昭和38年）9月21日 - 津山市南小学校（岡山県）と姉妹校縁組。
- 1964年（昭和39年）9月7日 - 完全給食開始。
- 1972年（昭和47年）5月15日 - 沖縄の日本復帰により、平良市立第一小学校と改称。
- 1973年（昭和48年）1月28日 - 体育館竣工。同日、創立90周年記念式典挙行。
- 1982年（昭和57年）10月30日 - 創立100周年記念式典挙行。
- 1984年（昭和59年）度 - この年度の在籍児童数が2072人となり、ピークとなる。
- 1987年（昭和62年）3月22日 - 平良市立南小学校への分離式典挙行。
- 1990年（平成2年）4月 - 東小学校開校により、校区変更。
- 1992年（平成4年）3月30日 - 体育館とプールが完成。
- 1995年（平成7年）3月24日 - 平成6年度卒業記念品として、パーランクー140個が贈られる。
- 2002年（平成14年）10月27日 - 学校拝所完成。
- 2003年（平成15年）
  - 9月3日 - この日から10月30日まで、運動場改修工事実施。
  - 9月10日 - 台風14号襲来の為、翌日まで休校の措置を採る。
  - 9月12日 - 台風14号による被害が甚大だった為、児童・職員PTAらによる後片付け作業実施。
  - 10月6日 - 津山市南小学校より台風14号見舞金届く。この他に、ごんごの会・校長・教頭OB会等からも見舞金届く。
- 2005年（平成17年）10月1日 - 5市町村合併による「宮古島市」発足により、宮古島市立平良第一小学校と改称。
- 2008年（平成20年）
  - 1月11日 - 全児童・職員による引っ越し作業実施。
  - 1月15日 - 新校舎オープニングセレモニー挙行。
  - 2月17日 - 校舎落成記念事業記念式典挙行し、祝賀会開催。
- 2013年（平成25年）8月26日 - 津山市立南小学校から親善訪問。同日、姉妹校締結50周年記念式典挙行。

## 通学区域と進学先中学校
出典

### 通学区域
- 平良字下里（1番～226番、273番～278番、338番）
  - 以上は南西一区自治区
- 平良字下里（515番～574番）
  - 以上は神屋自治区
- 平良字下里（575番～646番、695番～699番）
  - 以上は大三俵一区
- 平良字下里（700～737番、749～753番、763番～770番、909番3号、911番～951番、969番、977番）
  - 以上は上角自治会
- 平良字下里（737番(2号、7号)、738番～748番、751番、752番、754番～762番、771番～815番）
  - 以上は前比屋自治会
- 平良字下里（816番～906番、1122番～1170番3号、1171番、1172番(2号、3号、6号)、1173番(1号、3号、4号、9号、11号、12号以降)、1177番、1245番、1257番～1262番、1278番～1290番）
  - 以上は大原一区自治会
- 平良字西里（356番～431番）
  - 以上は羽立自治会
- 平良字西里（529番、530番、539番～579番、582番～607番）
  - 以上は出口自治会
- 平良字西里（432番～504番、531番～538番、721番～725番、751番～833番
  - 以上は栄自治会
- 平良字西里（505番～528番、608番～665番、700番、704番～720番、726番～750番）
  - 以上は東自治会
- 平良字下里（1170番(4号、5号)、1172番(3号、8号)、1173番(6号、8号)、1175番7号）
- 平良字西里（666番～698番、702番～703番、981番3号、987番～996番、1005番、1007番15号、1017番4号、1018番2号、1086番、1094番～1123番、1124番(6号、9号、12号)、1133番～1142番）
  - 以上は富名腰1区自治会
- 平良字下里（836番のみ）
- 平良字西里（840番～980番、981番(1号、5号、6号)、984番、984番(3号、8号)、992番(2号、3号、7号、9号)、1007番(16号、17号)、1008番～1013番、1017番5号、1020番～1085番、1090番(11号、12号)、1124番、1129番）
  - 以上は富名腰2区自治会

### 進学先中学校
- 宮古島市立平良中学校

## 周辺
- 宮古島市立平一幼稚園 - 同一敷地内で、かつ進学前幼稚園。
- 極真会館宮古道場 - 敷地が隣接。
- 尾沢塾（学習塾）
- 沖縄県道190号平良新里線
- 宮古野球場 - 県道190号線をはさんで、敷地が隣接。
- 沖縄県立宮古高等学校
- 宮古島市立平良中学校 - 主な進学先中学校。
- 宮古島市立南小学校
- 宮古島市立南幼稚園 - 南小学校に隣接。

## アクセス
- 宮古協栄バス「系統4番」与那覇嘉手苅線を除く系統で、起終点「元うえの」停留所下車後、徒歩約175m・約3分。